# Хромосома 8 (людина)

Ідіограма 8-ї хромосоми людини

 Хромосома 8 — одна з 23 пар хромосом людини. За нормальних умов у людей дві копії цієї хромосоми. 8-та хромосома має в своєму складі 145 млн пар основ або 4-5 % від загальної кількості нуклеотидів в ДНК клітин.

 Ідентифікація генів кожної хромосоми є пріоритетним напрямком наукових досліджень в генетиці. Проте, дослідники застосовують різні підходи щодо визначення кількості генів в кожній хромосомі, внаслідок цього дані щодо їх кількості демонструють різні цифри. Це також стосується і хромосоми 8, в якій налічюють від 700 до 1000 генів.

## Гени
Найвивченішими генами, що розташовані в хромосомі 8 є наступні:
| - GNRH1 — гонадоліберин - GSR — глутатіонредуктаза - LPL — ліпопротеїнліпаза - NRG1 — нейрегулін 1 - STAR — стероїдогенний гострий регуляторний білок - PLAT — тканинний активатор плазміногену - TG — тиреоглобулін - VMAT1 - ZFP41 - ZMAT4 | - CRH — кортиколіберин - CYP11B1 — 11-бета-гідроксилаза - CYP11B2 — альдостеронсинтаза - GPT — аланінамінотрансфераза - DEFB105A - EYA1 - HAS2 - HEY1 - HGH1 - фосфопротеїн - HGSNAT - HMBOX1 - HNF4G - JPH1 - KAT6A - KCNB2 - KCNB9 - KCNQ3 - LY96 — лімфоцитарний антиген 96 - PABPC1 - XKR5 |

## Хвороби та розлади
- Синдром дуплікації8p23.1
- Лімфома Беркіта
- Хвороба Шарко-Марі-Тута
- Заяча губа та вовча паща
- Синдром Коена
- Вроджений гіпотиреоїдизм
- Первинна мікроцефалія
- Синдром Пфайпера
- Шизофренія
- Синдром Ваандербурга
- Синдром Вернера
- Ахроматопсія
- Синдром Лангера-Гідеона
- Синдром Робертса